# Farouk Miya
Farouk Miya (Bulo, 26 de novembro de 1995), é um futebolista Ugandês que atua como meio-campo. Atualmente, joga pelo Çaykur Rizespor.

## Seleção nacional
Miya representou o elenco da Seleção Ugandense de Futebol no Campeonato Africano das Nações de 2017.